# Tasos
Tasos, Tasso, Tassos ou Taso (grego: Θάσος, transl. Thássos; turco-otomano: طاشوز, transl. Taşöz) é uma ilha grega no mar Egeu, com 435 km² e 13.111 h., próxima à costa da Macedônia.
É uma ilha montanhosa e com muitas florestas.
Foi ocupada pelos fenícios e colonizada pelos partos. Era famosa devido a suas minas de ouro.
Pertenceu à Pérsia, à liga de Delos, a Atenas, a Esparta, à Macedônia, a Roma, a Bizâncio, a Veneza e à Turquia.

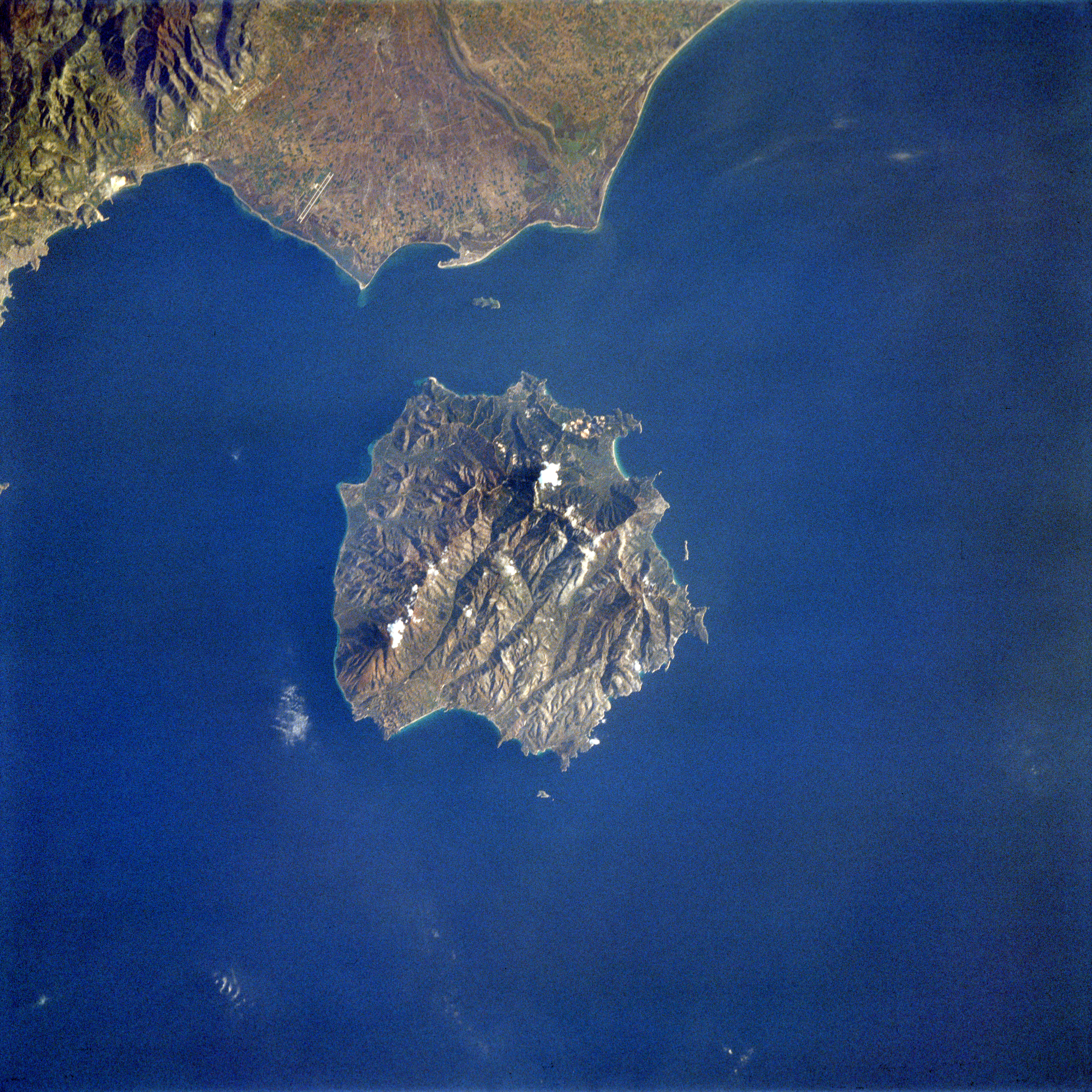
Tasos vista de um satélite, em abril de 1993

Na mitologia grega, Tasos foi um dos que Agenor enviou para procurar sua filha Europa, raptada por Zeus. Tasos seria filho de Posidão ou, segundo Ferécides, filho de Cílix, filho de Agenor e Teléfassa. Como as ordens dadas por Agenor era para que não voltassem a menos que encontrassem Europa, seus filhos estabeleceram reinos longe da Fenícia. Tasos se estabeleceu em uma ilha na costa da Trácia, fundando uma cidade com seu nome.
Segundo Estrabão, Tasos foi fundada por colonos de Paros.
Situado perto da costa da Macedônia Oriental, o Thásos foi habitado a partir do período paleolítico, mas o primeiro assentamento a ser explorado em detalhes é o de Limenaria, onde restos do Neolítico Médio e Tardio se relacionam estreitamente com os encontrados no Drama do continente avião. Em contraste, o início da Idade do Bronze permanece na ilha, alinhando-o com a cultura egeia das Cíclades e Espórades.
O Tasos está localizado no norte do mar Egeu, a aproximadamente 7 km do continente norte e a 20 km a sudeste de Kavala, e é geralmente de formato arredondado, sem baías profundas ou penínsulas significativas. O terreno é montanhoso, mas não particularmente acidentado, subindo gradualmente da costa para o centro. A floresta de pinheiros cobre grande parte das encostas orientais da ilha.

### Geologia
A ilha de Tasos tem uma importância mineral significativa, que é explorada desde os tempos antigos: mineração de metais básicos e preciosos, ocres, bolinhas de gude e muito mais. As escavações no sul de Tasos trouxeram à luz minas ocres pré-históricas que foram um item básico na atividade de mineração da Europa, representando as primeiras minas subterrâneas da Europa.
No início do século 20, as empresas de mineração exploraram os minérios de calamina ricos em zinco da ilha, com um rendimento de cerca de 2 milhões de toneladas, e uma planta de processamento em Limenaria produziu óxido de zinco.
Na Antiguidade, Tasos era famosa por suas minas de ouro. Segundo Heródoto, estas minas foram descobertas pelos fenícios que vieram com Tasos. As minas produziam, na época de Heródoto, entre duzentos e trezentos talentos do metal.

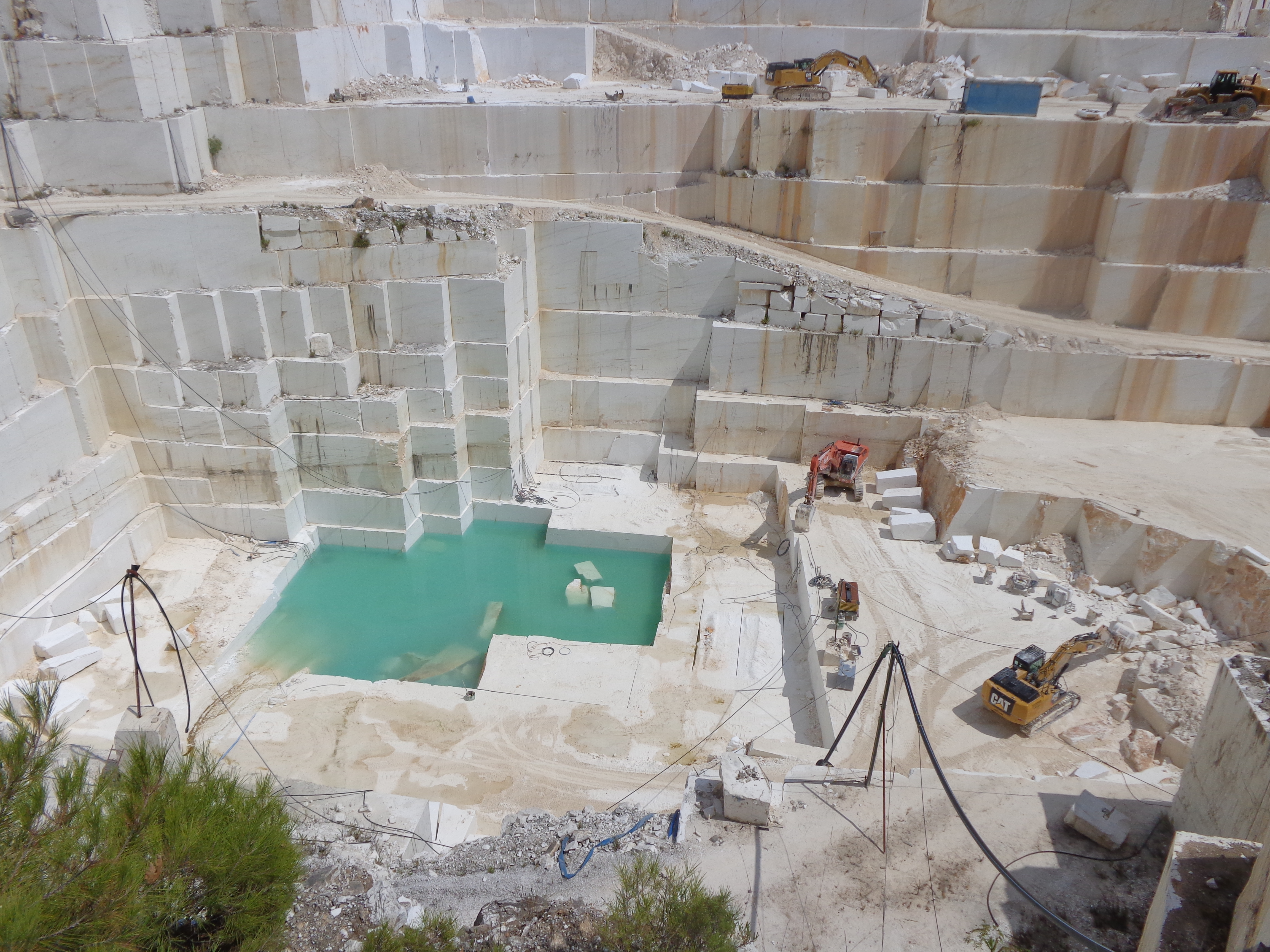
Pedreira de mármore na ilha de Tasos

Tasos é uma unidade regional da Grécia, localizada na região da Macedónia Oriental e Trácia. Foi criada a partir da reforma administrativa instituída pelo Plano Calícrates de 2011, através da divisão da antiga prefeitura de Cavala. É subdividida em apenas 1 município, formado pela ilha principal de Tasos e alguns ilhéus desabitados.